# جيروم هورسيي
جيروم هورسيي (بالإنجليزية: Jerome Horsey)‏ السيد جيروم هورسيي (1626 . 1550).كان من كيمبل العظمى، باكينجهامشير، وهو المستكشف الإنجليزي، دبلوماسي وسياسي في القرون 16th و17th
أمضى الكثير من الوقت في روسيا على مدى سبعة عشر عاما، بداية وصلها عام 1573، وتركها في 1591. تمكن من معرفة الكثير من الناس القادة بشكل جيد في المحكمة الروسية. سافر أولا إلى موسكو وكيلا للشركة في روسيا، وعمل في وقت لاحق مبعوثا من القيصر إيفان إلى الملكة اليزابيث ثم من المحكمة الإنجليزية تحت الملكة اليزابيث لإيفان. بعد عودته إلى إنكلترا، خدم هورسيي في مجلس العموم، وجلس في العديد من اللجان ومنها لجنة العودة، والانتخابات، كتب مذكرات من وقته في روسيا التي تم نشرها عدة مرات، وكانت موضوع روايتين.
مترجم Jerome Horsey